# Fraccionamiento Atlixtac
Fraccionamiento Atlixtac är en ort i Mexiko.   Den ligger i kommunen Huitzilac och delstaten Morelos, i den sydöstra delen av landet, 50 km söder om huvudstaden Mexico City. Fraccionamiento Atlixtac ligger 2 639 meter över havet och antalet invånare är 115.
Terrängen runt Fraccionamiento Atlixtac är huvudsakligen kuperad, men österut är den bergig. Terrängen runt Fraccionamiento Atlixtac sluttar söderut. Runt Fraccionamiento Atlixtac är det mycket tätbefolkat, med 1 463 invånare per kvadratkilometer. Närmaste större samhälle är Cuernavaca, 11,5 km söder om Fraccionamiento Atlixtac. I omgivningarna runt Fraccionamiento Atlixtac växer huvudsakligen savannskog.